# Coupe du monde de football militaire
La Coupe du monde de football militaire est une compétition de football réservée aux équipes nationales militaires. Elle est organisée, tous les deux ans, par le Conseil international du sport militaire (CISM). 
La compétition a été créée en 1946, au lendemain de la Seconde Guerre mondiale, pour opposer pacifiquement les armées du monde. Elle s'appelait à l'origine Championnat du monde militaire. À partir de 1948, elle passe sous l'égide du CISM, nouvellement créé et présidé par le Français Henri Debrus, vice-président du Conseil des sports des forces alliées. 
Le nom a changé lors de l'édition 2001. En 1995, les Jeux mondiaux militaires sont créés, ils se déroulent tous les quatre ans et intègrent le tournoi de football. Un tournoi féminin dénommé Championnat du monde militaire féminin a été créé en 2001.

## Résultats

### Hommes
La France et l'Italie ont remporté de nombreux titres (respectivement 5 et 8), grâce au passage dans la sélection des meilleurs jeunes footballeurs professionnels dans le cadre du service militaire obligatoire en vigueur dans ces deux pays jusqu'au début des années 2000. La suspension du service militaire en France conduit à la fermeture du bataillon de Joinville en 2002.
| 1946 | Prague, Tchécoslovaquie    | 11 | Angleterre    | -                                | Tchécoslovaquie | Belgique      | -                                               | -                                          |
| 1947 | Hanovre, Allemagne         | 9  | Belgique      | -                                | Pays-Bas        | Danemark      | -                                               | -                                          |
| 1948 | Copenhague, Danemark       | 8  | FAF France    | -                                | Belgique        | Danemark      | -                                               | Luxembourg                                 |
| 1949 | Lille/Paris, France        | 5  | FAF France    | 3 - 1                            | Turquie         | Belgique      | 3 - 1                                           | Pays-Bas                                   |
| 1950 | La Haye, Pays-Bas          | 7  | Italie        | 2 - 1                            | Belgique        | FAF France    | 4 - 4 (France gagne aux corners)                | Pays-Bas                                   |
| 1951 | Le Caire, Égypte           | 6  | Italie        | 3 - 1                            | Égypte          | FAF France    | 3 - 1                                           | Belgique                                   |
| 1952 | Athènes, Grèce             | 6  | Grèce         | 3 - 2                            | Belgique        | Pays-Bas      | 1 - 0                                           | Turquie                                    |
| 1953 | Ankara/Istanbul, Turquie   | 7  | Belgique      | format championnat               | Turquie         | Grèce         | format championnat                              | seulement 3 équipes dans le tour final     |
| 1954 | Bruxelles, Belgique        | 10 | Belgique      | 5 - 1                            | Turquie         | Portugal      | 1 - 0                                           | FAF France                                 |
| 1955 | Rome, Italie               | 12 | Turquie       | format championnat               | Italie          | Égypte        | format championnat                              | Pays-Bas                                   |
| 1956 | Lisbonne, Portugal         | 9  | Italie        | format championnat               | Portugal        | Égypte        | format championnat                              | Turquie                                    |
| 1957 | Buenos Aires, Argentine    | 13 | FAF France    | format championnat               | Argentine       | Italie        | format championnat                              | Brésil                                     |
| 1958 | Lisbonne, Portugal         | 11 | Portugal      | 2 - 1                            | FAF France      | Pays-Bas      | 4 - 3                                           | Belgique                                   |
| 1959 | Florence, Italie           | 11 | Italie        | format championnat               | Portugal        | FAF France    | format championnat                              | seulement trois équipes dans le tour final |
| 1960 | Oran, Algérie française    | 9  | Belgique      | format championnat               | Turquie         | Grèce         | format championnat                              | FAF France                                 |
| 1961 | Ankara, Turquie            | -  | Turquie       | format championnat               | Grèce           | FAF France    | format championnat                              | Pays-Bas                                   |
| 1962 | Séoul, Corée du Sud        | 13 | Grèce         | 1ermatch: 3 - 1 2e match: 1 - 2  | Corée du Sud    | Turquie       | -                                               | -                                          |
| 1963 | Athènes/Salonique, Grèce   | 10 | Grèce         | format championnat               | Belgique        | FAF France    | format championnat (Deux équipes finissent 3e)  | Turquie                                    |
| 1964 | Ankara/Istanbul, Turquie   | 16 | FAF France    | format championnat               | Turquie         | Allemagne     | format championnat (Deux équipes finissent 3e ) | Pays-Bas                                   |
| 1965 | Madrid, Espagne            | 18 | Espagne       | -                                | Turquie         | FAR Maroc     | -                                               | Belgique                                   |
| 1966 | Rabat, Maroc               | 14 | Turquie       | 1er match: 2 - 1 2e match: 0 - 0 | FAR Maroc       | Pays-Bas      | (Deux équipes finissent 3e)                     | Espagne                                    |
| 1967 | Bruxelles, Belgique        | 15 | Turquie       | format championnat               | Belgique        | FAR Maroc     | format championnat (Deux équipes finissent 3e)  | Pays-Bas                                   |
| 1968 | Bagdad, Irak               | 18 | Grèce         | -                                | Turquie         | Pays-Bas      | - (Deux équipes finissent 3e)                   | Espagne                                    |
| 1969 | Athènes, Grèce             | 13 | Grèce         | Tour final                       | Algérie         | Iran          | 1 - 1                                           | Corée du Sud                               |
| 1972 | Bagdad, Irak               | 16 | Irak          | format championnat               | Italie          | Grèce         | format championnat                              | Turquie                                    |
| 1973 | Brazzaville, Congo         | 16 | Italie        | format championnat               | Irak            | Koweït        | format championnat                              | République du Congo                        |
| 1975 | Hagen, Allemagne           | 21 | Allemagne     | 1 - 0                            | Pays-Bas        | Koweït        | 6 - 5 ap                                        | Cameroun                                   |
| 1977 | Damas, Syrie               | 27 | Irak          | 0 - 0 tab: 5 - 4                 | Koweït          | Italie        | 3 - 1 ap                                        | FAF France                                 |
| 1979 | Koweit City, Koweït        | 27 | Irak          | 0 - 0 tab: 4 - 3                 | Italie          | Koweït        | 3 - 1                                           | Autriche                                   |
| 1981 | Doha, Qatar                | 17 | Koweït        | 1 - 0                            | Qatar           | Syrie         | 2 - 0                                           | FAF France                                 |
| 1983 | Koweit City, Koweït        | 20 | Koweït        | 2 - 0                            | Belgique        | -             | -                                               | -                                          |
| 1987 | Arezzo, Italie             | -  | Italie        | 2 - 0                            | Allemagne       | Égypte        | 4 - 1                                           | Belgique                                   |
| 1989 | Caserte, Italie            | -  | Italie        | 3 - 0                            | FAR Maroc       | Belgique      | 1 - 0                                           | Émirats arabes unis                        |
| 1991 | Arnhem/Apeldoorn, Pays-Bas | 14 | Italie        | 3 - 3 ap tab: 5 - 4              | Allemagne       | Turquie       | 1 - 0                                           | FAF France                                 |
| 1993 | Rabat, Maroc               | 12 | Égypte        | 3 - 2 ap                         | FAR Maroc       | Allemagne     | 3 - 0                                           | FAF France                                 |
| 1995 | Rome, Italie               | 13 | France        | 1 - 0                            | Iran            | Corée du Sud  | 1 - 0                                           | Chypre                                     |
| 1997 | Téhéran, Iran              | 12 | Grèce         | 1 - 0                            | Italie          | FAF France    | 3 - 2 ap                                        | Burkina Faso                               |
| 1999 | Zagreb, Croatie            | 8  | Égypte        | 3 - 3 tab: 5 - 4                 | Grèce           | Croatie       | 2 - 0                                           | Allemagne                                  |
| 2001 | Le Caire, Égypte           | 11 | Égypte        | 3 - 0                            | Grèce           | Corée du Nord | 5 - 0                                           | Guinée                                     |
| 2003 | Catane, Italie             | 6  | Corée du Nord | 3 - 2                            | Égypte          | Italie        | 3 - 2                                           | Lituanie                                   |
| 2005 | Warendorf, Allemagne       | 9  | Égypte        | 1 - 0                            | Algérie         | Qatar         | 3 - 1                                           | Allemagne                                  |
| 2007 | Hyderabad, Inde            | 16 | Égypte        | 2 - 0                            | Cameroun        | Corée du Nord | 2 - 0                                           | Qatar                                      |
| 2011 | Rio de Janeiro, Brésil     | 12 | Algérie       | 1 - 0                            | Égypte          | Brésil        | 1 - 0                                           | Qatar                                      |
| 2013 | Bakou, Azerbaïdjan         | 16 | Irak          | 3 - 2                            | Oman            | Côte d'Ivoire | 1 - 0                                           | Azerbaïdjan                                |
| 2015 | Mungyeong, Corée du Sud    | 10 | Algérie       | 2 - 0 ap                         | Oman            | Corée du Sud  | 3 - 2                                           | Égypte                                     |
| 2017 | Mascate, Oman              | 16 | Oman          | 0 - 0 ap tab: 4 - 1              | Qatar           | Syrie         | 2 - 2 ap tab: 6 - 5                             | Égypte                                     |
| 2019 | Wuhan, Chine               | 16 | Bahreïn       | 3 - 1                            | Qatar           | Algérie       | 4 - 0                                           | Corée du Nord                              |

| #  | Pays            | Médaille d'or | Médaille d'argent | Médaille de bronze | Total |
| -- | --------------- | ------------- | ----------------- | ------------------ | ----- |
| 1  | Italie          | 8             | 4                 | 3                  | 15    |
| 2  | Grèce           | 6             | 3                 | 3                  | 12    |
| 3  | Égypte          | 5             | 3                 | 3                  | 11    |
| 4  | FAF France      | 5             | 1                 | 6                  | 12    |
| 5  | Turquie         | 4             | 7                 | 2                  | 13    |
| 6  | Belgique        | 4             | 6                 | 3                  | 13    |
| 7  | Irak            | 4             | 1                 | 0                  | 5     |
| 8  | Algérie         | 2             | 2                 | 1                  | 5     |
| 9  | Koweït          | 2             | 1                 | 3                  | 6     |
| 10 | Allemagne       | 1             | 2                 | 2                  | 5     |
| 11 | Portugal        | 1             | 2                 | 1                  | 4     |
| 12 | Oman            | 1             | 2                 | 0                  | 3     |
| 13 | Corée du Nord   | 1             | 0                 | 2                  | 3     |
| 14 | Angleterre      | 1             | 0                 | 0                  | 1     |
| 15 | Espagne         | 1             | 0                 | 0                  | 1     |
| 16 | Bahreïn         | 1             | 0                 | 0                  | 1     |
| 17 | FAR Maroc       | 0             | 3                 | 2                  | 5     |
| 18 | Pays-Bas        | 0             | 2                 | 4                  | 6     |
| 19 | Qatar           | 0             | 3                 | 1                  | 4     |
| 20 | Corée du Sud    | 0             | 1                 | 2                  | 3     |
| 21 | Iran            | 0             | 1                 | 1                  | 2     |
| 22 | Tchécoslovaquie | 0             | 1                 | 0                  | 1     |
| 23 | Argentine       | 0             | 1                 | 0                  | 1     |
| 24 | Cameroun        | 0             | 1                 | 0                  | 1     |
| 25 | Syrie           | 0             | 0                 | 3                  | 3     |
| 26 | Danemark        | 0             | 0                 | 2                  | 2     |
| 27 | Croatie         | 0             | 0                 | 1                  | 1     |
| 28 | Brésil          | 0             | 0                 | 1                  | 1     |
| 29 | Côte d'Ivoire   | 0             | 0                 | 1                  | 1     |

### Femmes
| 2001 | Pays-Bas                    | 4   | Allemagne     | format championnat | Pays-Bas      | Angleterre   | format championnat  | Canada       |
| 2002 | Kingston, Canada            | 4   | États-Unis    | 1 - 0              | Allemagne     | Pays-Bas     | 4 - 0               | Canada       |
| 2003 | Warendorf, Allemagne        | 4   | Allemagne     | 7 - 3              | Pays-Bas      | États-Unis   | 1 - 0               | Canada       |
| 2004 | Fort Eustis États-Unis      | N/A | Pays-Bas      | 3 - 0              | Allemagne     | États-Unis   | 3 - 1               | Canada       |
| 2006 | Assen, Pays-Bas             | 6   | Pays-Bas      | 2 - 0              | États-Unis    | Allemagne    | 6 - 4               | France       |
| 2007 | Hyderabad, Inde             | 6   | Corée du Nord | 5 - 0              | Allemagne     | France       | 1 - 0               | Pays-Bas     |
| 2008 | Ede, Pays-Bas               | 7   | Allemagne     | 3 - 0              | France        | Pays-Bas     | 2 - 1               | Corée du Sud |
| 2009 | Biloxi, États-Unis          | 7   | Brésil        | 1 - 0              | Corée du Sud  | Pays-Bas     | 2 - 1               | France       |
| 2010 | Cherbourg-Octeville, France | 8   | Brésil        | 1 - 0              | Corée du Sud  | France       | 2 - 1               | Pays-Bas     |
| 2011 | Rio de Janeiro, Brésil      | 6   | Brésil        | 5 - 0              | Allemagne     | Pays-Bas     | 2 - 0               | France       |
| 2012 | Warendorf, Allemagne        | 8   | Allemagne     | 1 - 0              | Corée du Sud  | Brésil       | 2 - 0               | France       |
| 2015 | Mungyeong, Corée du Sud     | 6   | Brésil        | 2 - 1 ap           | France        | Corée du Sud | 3 - 0               | Pays-Bas     |
| 2016 | Vannes, France              | 8   | France        | 2 - 1              | Brésil        | Corée du Sud | 3 - 3 ap tab: 4 - 3 | Cameroun     |
| 2018 | Fort Bliss, États-Unis      | 9   | Brésil        | 3 - 2              | Corée du Sud  | Chine        | 3 - 1               | France       |
| 2019 | Wuhan, Chine                | 8   | Chine         | 1 - 2              | Corée du Nord | Brésil       | 3 - 1               | Corée du Sud |
| 2022 | Spokane, États-Unis         | 10  | France        | 2 - 1              | Cameroun      | États-Unis   | 0 - 3               | Corée du Sud |
| 2023 | Spakenburg, Pays-Bas        | 11  | Corée du Sud  | 1 - 0              | France        | Cameroun     | 4 - 0               | Pays-Bas     |

| #  | Pays          | Médaille d'or | Médaille d'argent | Médaille de bronze | Total |
| -- | ------------- | ------------- | ----------------- | ------------------ | ----- |
| 1  | Brésil        | 5             | 1                 | 2                  | 8     |
| 2  | Allemagne     | 4             | 4                 | 1                  | 9     |
| 3  | France        | 2             | 3                 | 2                  | 7     |
| 4  | Pays-Bas      | 2             | 2                 | 4                  | 8     |
| 5  | Corée du Nord | 2             | 0                 | 0                  | 2     |
| 6  | Corée du Sud  | 1             | 4                 | 3                  | 8     |
| 7  | États-Unis    | 1             | 1                 | 2                  | 4     |
| 8  | Cameroun      | 0             | 1                 | 1                  | 2     |
| 9  | Chine         | 0             | 1                 | 1                  | 2     |
| 10 | Angleterre    | 0             | 0                 | 1                  | 1     |